# Viaducte d'Aciliu
El viaducte d'Aciliu és un viaducte situat a la ruta de 82 km del tram Orăștie-Sibiu de l'autopista A1 entre Orăștie al comtat de Hunedoara i Sibiu al comtat de Sibiu, Romania. Més concretament, es troba entre la comuna d'Apoldu de Jos i la ciutat de Săliște, ambdues situades al comtat de Sibiu, al centre de Romania.
El viaducte és una de les estructures més grans de tota la longitud de l'autopista A1 i és el viaducte més llarg i més alt de Romania. És una estructura tradicional apilada amb una longitud de 1100 metres amb 14 trams de 78 metres cadascun i una amplada de 24 metres. Les pilones s'havien de fixar a la roca mare a una profunditat de 40 metres per sota de la superfície a causa de les freqüents esllavissades de terra a la zona. El cinquè piló és el més alt de l'estructura i arriba als 80 metres de dalt a baix.
La coberta de l'estructura està construïda amb 20 bigues en U d'acer reforçat combinades de coure que pesen una mitjana de 385 tones cadascuna, amb un pes més gran de fins a 400 tones, cosa que suposa un ús total d'acer de prop de 8000 tones per a tota l'estructura. Cadascuna de les 20 bigues en forma d'U té una longitud de 55 metres i comprèn 88 seccions diferents soldades entre si in situ. L'empresa responsable de la construcció del viaducte d'Aciliu és el subcontractista Impregilo Collini. El cost total del tram de 22 km d'autopista que conté el viaducte que va entre Cunța i Săliște és d'uns 142 milions d'euros.